# Кліффорд Джордан
Клі́ффорд Лако́нія Джо́рдан (англ. Clifford Laconia Jordan; 2 вересня 1931, Чикаго, Іллінойс — 27 березня 1993, Нью-Йорк) — американський джазовий саксофоніст (тенор) і композитор.

## Біографія
Народився 2 вересня 1931 року в Чикаго (штат Іллінойс). Починав грати на фортепіано; у віці 14 років грав на саксофоні. Відвідував вищу школу Дю-Сейбл з Джонні Гріффіном, Джоном Гілмором, Джоном Дженкінсом. Переїхав у Нью-Йорк; гастролював з Максом Роучем, Горасом Сільвером (1957—58), Дж. Дж. Джонсоном (1959—60).
Створив квінтет з Кенні Доргемом (1961—62); у 1962 році очолив власний гурт з Ендрю Гіллом, Дж. С. Моузесом. Знову приєднався до Макса Роуча (1963), їздив на гастролі в Європу з Чарльзом Мінгусом (1964), потім знову грав з Роучем (1965). Працював в Європі та Африці (1969—1970). У 1970-х роках гастролював з власними гуртами та викладав у громадських школах в Нью-Йорку; також грав у Magic Triangle, гурті Седара Волтона. У 1980-х працював з квінтетом Баррі Гарріса, Артом Фармером (1980-ті і 1990-ті). На початку 1990-х очолив біг-бенд в клубі Condon's в Нью-Йорку.  
Записувався як лідер на лейблах Blue Note, Riverside, Jazzland, Atlantic (маловідомий альбом, присвячений Ледбеллі), Vortex, Strata-East, Muse, SteepleChase, Criss Cross, Bee Hive, DIW, Milestone і Mapleshade.
Помер 27 березня 1993 року в Нью-Йорку у віці 61 року через рак легень.

## Дискографія
- Blowing in from Chicago (Blue Note, 1957) з Джоном Гілмором
- Cliff Jordan (Blue Note, 1957)
- Jenkins, Jordan and Timmons (New Jazz, 1957) з Джоном Дженкінсом і Боббі Тіммонсом
- Cliff Craft (Blue Note, 1957)
- Spellbound (Riverside, 1960)
- A Story Tale (Jazzland, 1961) з Сонні Редом
- Starting Time (Jazzland, 1961)
- Bearcat (Jazzland, 1962)
- These are My Roots: Clifford Jordan Plays Leadbelly (Atlantic, 1965)
- Soul Fountain (Vortex, 1968)
- Remembering Me-Me (Muse, 1976)
- Inward Fire (Muse, 1977)
- The Adventurer (Muse, 1978)
- Down Through the Years: Live at Condon's New York (Milestone, 1991)